# Рудолф Рафтл
Рудолф Рафтл (Беч, 7. фебруар 1911 — 5. септембар 1994) био је аустријски фудбалски голман.
Одиграо је шест утакмица за фудбалску репрезентацију Аустрије и учествовао на Светском првенству у фудбалу 1934. Након анексије Аустрије Немачкој, одиграо је шест утакмица за фудбалску репрезентацију Немачке, и учествовао на Светском првенству у фудбалу 1938.